# 石上良平
石上 良平（いしがみ りょうへい、1913年 - 1982年11月9日）は、日本の政治学者。専門は社会思想史、特にイギリス政治思想研究。1949年に開設された創立期の成蹊大学で丸山眞男らと共に政治経済学部教授を務めた。

## 経歴・人物
旧制静岡県立静岡中学校、旧制静岡高等学校文科甲類を経て、1936年、東京帝国大学経済学部卒業。河合栄治郎門下生。1949年、成蹊大学政経学部教授。政治学概論と社会思想史を担当した。1967年、退職。

## 著書
- 『社会科学用語辞典』弘文堂・アテネ文庫 1952
- 『英国社会思想史研究』創文社 1958、増訂版.花曜社 1974
- 『政党史論 原敬歿後』中央公論社 1960
- 『マキアヴェリ』世界思想家全書　牧書店 1967

## 共編著
- 山路愛山『人生・命耶罪耶』石上熈子共編　影書房　1985

## 翻訳
- ブスケ『蘭領印度に於ける回教政策と植民政策』桃井京次共訳　中央公論社　1941　太平洋問題研究叢書
- J・S・ミル『学問の理想』みすず書房　1948
- カール・ベッカー『現代民主主義論』関嘉彦共訳　社会思想研究会出版部　1948、現代教養文庫 1951
- J.S.ミル『社会主義論 遺稿』社会思想研究会出版部　1950
- ジヤック・バルザン『人間の自由』中央公論社　1951
- ハロルド・ラスキ『ヨーロッパ自由主義の発達』みすず書房　1951
- ラスキ『国家 理論と現実』岩波書店 1952　岩波現代叢書
- J.H.ハロウェル『イデオロギーとしての自由主義の没落』創元社　1953　現代社会科学叢書
- E・H・カー『カール・マルクス その生涯と思想の形成』未来社　1956
- ハロルド・ラスキ『フランス革命と社会主義』安藤英治共訳　創文社　1956
- グレーアム・ウォーラス『政治における人間性』川口浩共訳　創文社　1958　名著翻訳叢書
- J.H.プラム『イタリア・ルネサンス その歴史と文化の概観』筑摩書房 1968　筑摩叢書
- エメリ・ネフ『カーライルとミル ヴィクトリア朝思想研究序説』未来社　1968
- ダントレーヴ『国家とは何か 政治理論序説』みすず書房　1972